# Augusto Theodoli
Pour les articles homonymes, voir Theodoli.
Augusto Theodoli  (né le 18 septembre 1819 à Rome, et mort le 26 juin 1892 à Rome) est un cardinal italien du XIXe siècle. Il est un parent du cardinal Mario Theodoli.

## Biographie
Augusto Theodoli est secrétaire-économe de la fabrique de la basilique Saint-Pierre et préfet de la maison de pape. Le pape Léon XIII le crée cardinal lors du consistoire du 7 juin 1886.

## Sources
- Fiche sur le site fiu.edu